# 弓削牛養
弓削 牛養（ゆげ の うしかい）は、奈良時代の貴族。姓は宿禰のち朝臣。道鏡の従兄弟で、弓削富足の子とする系図がある。官位は従五位上・近衛少将。

## 経歴
天平神護元年（765年）従六位下から四階昇叙されて従五位下に叙爵。同年中に従五位上・近衛少将に叙任される。神護景雲元年（767年）越前介を兼ねる。神護景雲4年（770年）4月に宿禰姓から朝臣姓に改姓するが、同年8月の称徳天皇崩御に伴う道鏡失脚後の動静は不明。

## 官歴
『続日本紀』による。
- 時期不詳：従六位下
- 天平神護元年（765年） 正月7日：従五位下。2月5日：近衛少将。時期不詳：兼越前介。11月23日：従五位上
- 神護景雲元年（767年） 8月21日：兼越前介
- 神護景雲4年（770年） 4月11日：宿禰姓から朝臣姓に改姓